# Omen
Omen es una banda de heavy metal estadounidense formada en Los Ángeles, California en 1983 por el guitarrista Kenny Powell. En 1984 lanzaron su álbum debut titulado Battle Cry, el cual contenía la canción "The Axeman", que apareció en la banda sonora del videojuego Brütal Legend.
En 1985 graban su segundo álbum: Warning Of Danger y en 1986 su tercera producción: The Curse, su primer álbum con una discográfica reconocida como Capitol Records. En 1988 sale al mercado Escape To Nowhere logrando posicionar el sencillo "Thorn in Your Flesh" en las listas de éxitos estadounidenses.
En octubre de 2003 el cantante original de Omen, J.D. Kimball, falleció luego de una larga lucha contra el cáncer.

## Miembros

### Actuales
- Kenny Powell – Guitarra
- Andy Haas – Bajo
- Steve Wittig – Batería
- Kevin Goocher- Voz

## Discografía

### Estudio
| Fecha | Título              | Sello       |
| ----- | ------------------- | ----------- |
| 1984  | Battle Cry          | Metal Blade |
| 1985  | Warning of Danger   | Metal Blade |
| 1986  | The Curse           | Metal Blade |
| 1988  | Escape to Nowhere   | Metal Blade |
| 1997  | Reopening the Gates | Massacre    |
| 2003  | Eternal Black Dawn  | Crash       |
| 2016  | Hammer Damage       | DSN Music   |

### En vivo
| Fecha | Título         | Sello     |
| ----- | -------------- | --------- |
| 2011  | Into The Arena | DSN Music |

### EP
| Fecha | Título     | Sello       |
| ----- | ---------- | ----------- |
| 1987  | Nightmares | Metal Blade |

### Recopilaciones
| Fecha | Título                    | Sello         |
| ----- | ------------------------- | ------------- |
| 1989  | Teeth Of The Hydra        | Metal Blade   |
| 1998  | Battle Anthems            | Metal Invader |
| 2010  | Blood - Steel - Vengeance | KRP           |
| 2011  | Into The Arena            | DSN Music     |